# Édouard Rossel

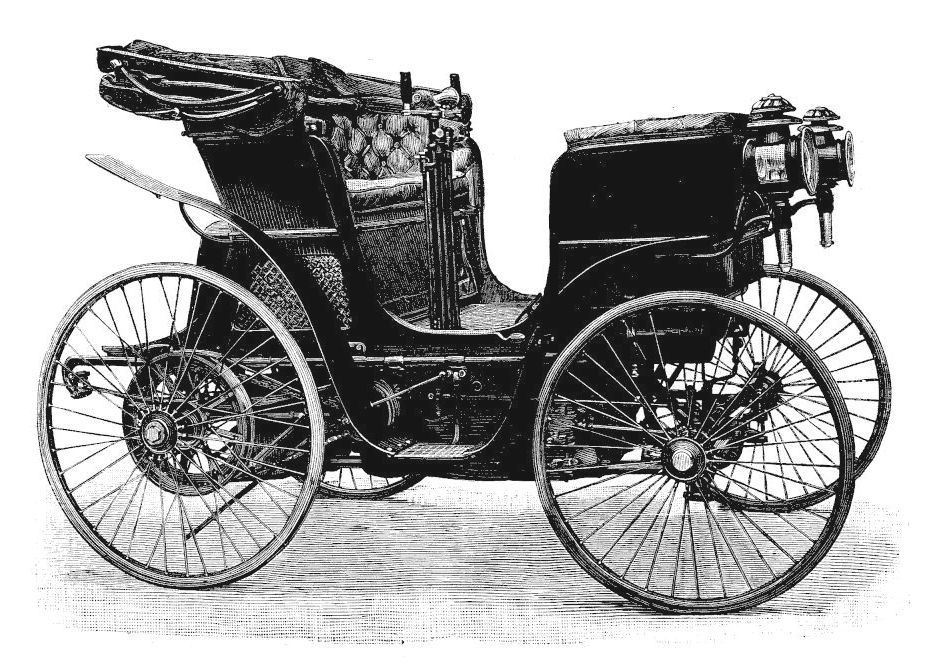
Rossel vis-à-vis à pétrole (1896)

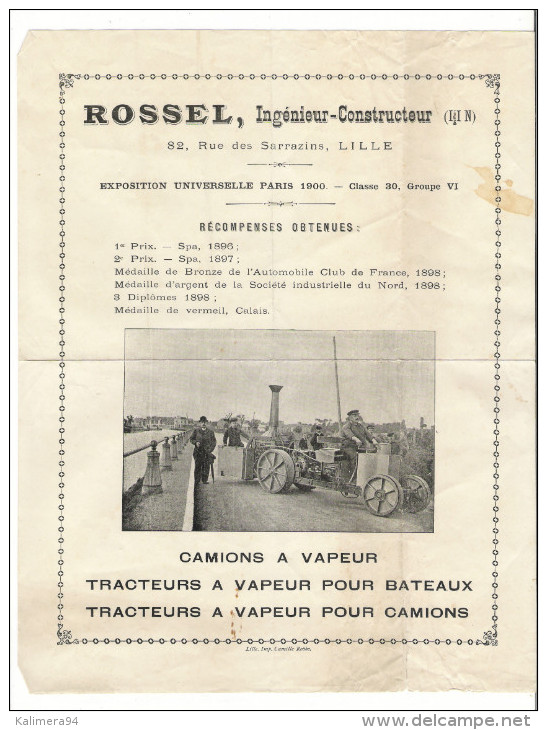

Édouard Rossel war ein französischer Hersteller von Automobilen.

## Unternehmensgeschichte
Édouard Rossel machte 1882 seinen Abschluss als Ingenieur am Institut industriel du Nord (École Centrale de Lille) und begann als Dampfmaschineningenieur zu arbeiten.
Er gründete 1896 in Lille in der Rue des Sarrazins 82 das Unternehmen, das seinen Namen trug, und begann mit der Produktion von Automobilen. Der Markenname lautete Rossel. 1899 endete die Produktion. Es bestand keine Verbindung zu Automobiles Rossel.

## Fahrzeuge
Anfangs entstanden Fahrzeuge nach Lizenz von Daimler mit Zweizylindermotoren.
Der Wagen mit Vis-à-vis-Karosserie wurde Ende 1895 auf dem Pariser Salon du Cycle vorgestellt. Die Karosserie bot Platz für vier Personen und wog 650 kg. Der Wagen hatte einen Daimler-Motor mit Wasserkühlung und ein Getriebe mit vier Vorwärtsgängen, die Höchstgeschwindigkeit war mit 20 km/h angegeben. Der Tankinhalt fasste 30 Liter, welches für eine Fahrtstrecke von 200 km bis 250 km ausreichte. Die Geschwindigkeit konnte zwischen 5 km/h und 18 km/h reguliert werden. Die Stahlräder hatten Stahlspeichen und einen Vollgummibelag.
1899 kamen eigene Motoren zum Einsatz, die auf Basis der Daimler-Motoren entstanden. Diese Motoren wurden auch an Rochet verkauft.